# Sten Forshufvud
Sten Gabriel Forshufvud, född 9 februari 1903 i Ramsele församling, Ångermanland, död 25 juni 1985 i Härlanda församling, Göteborg, var en svensk tandläkare och giftexpert som blev känd 1961 då han publicerade en bok som hävdade att Napoleon I avled av arsenikförgiftning 1821. Han skrev senare en engelskspråkig bok på samma tema tillsammans med den kanadensiske affärsmannen Ben Weider.